# Sedum yildizianum
Sedum yildizianum är en fetbladsväxtart som beskrevs av Hüseyin Sümbül. 
Sedum yildizianum ingår i Fetknoppssläktet som ingår i familjen fetbladsväxter. Inga underarter finns listade i Catalogue of Life.